# Makaira
Makaira (Lacépède, 1803) è un genere di pesci ossei marini appartenente alla famiglia Istiophoridae.

## Descrizione
Il corpo è allungato e robusto, con una divisione in due colori più o meno evidente a seconda della specie, con la parte ventrale bianca e la parte dorsale scura o nera. Il corpo si assottiglia fino alla coda. L'esemplare descritto da Lacépède nel 1803 a La Rochelle misurava 330 cm e pesava 365 kg, ma lo scienziato riportava notizie di seconda mano: non aveva mai visto il pesce, in quanto questi era stato mangiato. M. masara può pesare fino a 900 kg.
La mascella è allungata, in un caratteristico rostro, che usa per cacciare. I pesci del genere Makaira si nutrono di un'ampia varietà di organismi marini, cacciati vicino alla superficie, anche se sembrano prediligere i calamari. Il rostro viene usato per stordire o ferire le prede, colpendole nei branchi e poi mangiate in seguito.

## Distribuzione
Il genere si incontra in tutti gli oceani alle latitudini da tropicali a temperate calde. Si tratta di pesci pelagici. Nel mar Mediterraneo è presente, rara, una specie: M. nigricans.

## Tassonomia
- Makaira mazara (Jordan & Snyder, 1901) - Marlin indopacifico
- Makaira nigricans[5] (Lacepède, 1802) - Marlin blu

La specie Istiompax indica per molto tempo è stata attribuita a questo genere.